# Río Aurín
El Aurín es un río del norte de la península ibérica, afluente del Gállego. Discurre por la provincia española de Huesca.

## Descripción
El río discurre por la provincia de Huesca, por el valle de Acumuer. Tras dejar a su lado derecho localidades como Acumuer, Isín, Larrés y Aurín, termina desembocando en el río Gállego al norte de Sabiñánigo. Aparece descrito en el tercer volumen del Diccionario geográfico-estadístico-histórico de España y sus posesiones de Ultramar de Pascual Madoz de la siguiente manera:

AURIN: r. de la prov. de Huesca, part. jud. de Jaca: tiene su origen al S. del l. de Acumuer en una laguna ó estanque de agua llamado Ibon en el pais, que se halla á 2 leg. de dist. y partida denominada Bucuesa. Su curso con pequeñas sinuosidades es de N. á S., y lleva siempre el mismo nombre hasta que desagua en el Gállego donde se pierde en las inmediaciones del l. de Aurin. En su descenso de 4 leg. se enriquece con varios arroyos ó barrancos, que aunque de muy pobre caudal generalmente, tienen grandes avenidas en tiempo de lluvias; baña por su derecha los térm. de Isin, Larres y Cartirana, y por su izq. los de Acumuer, Asun, Larres, Senegüe y Aurin. Su curso es perenne, aunque por lo comun no pasa de 2 á 3 muelas de agua, escaseando aun mas en el estío: fertiliza pequeños pedazos de huertas en algunos de los pueblos por donde se ha dicho pasa, pero con sus avenidas siempre violentas, destruye á las veces en un momento, por efecto de las roturaciones que se han hecho en los montes, el beneficio que con aquel recurso ha estado prestando á los campos. No tiene puentes y solo en Acumuer y Larres facilitan su tránsito por medio de unas vigas que con facilidad son arrastradas por la corriente, causando á sus vec. grandes dispendios. En Acumuer y partida del Bolar, da impulso á 1 sierra para tablas y guairones, y á 1 molino harinero que hay inmediato al pueblo, y á otros 2 molinos y 2 batanes que se encuentran en el térm. de Larres. Cria escelentes truchas, anguilas, barbos y madrillas.
(Madoz, 1846, p. 110)

Perteneciente a la cuenca hidrográfica del Ebro, sus aguas terminan vertidas en el mar Mediterráneo.

## Medio ambiente
La cabecera del río Aurín hasta Larrés se encuentra protegida como zona especial de conservación según la normativa europea, dado su valor como ribera pirenaica bien conservada. Dicho tramo presenta bosques de Fagus sylvatica y Pinus sylvestris, en cinco hábitats de interés. En dichos ecosistemas se encuentran igualmente arbustos de interés como el Ilex aquifolium, la Gentiana lutea y el Ruscus aculeatus.
El espacio es considerado refugio para 34 especies de aves además de los anfibios Euproctus asper y Hyla arborea, protegidos por la legislación europea. Otras especies de menor vulnerabilidad detectadas en el río incluyen el sapo común, la trucha común y mamíferos típicos en el Pirineo como el corzo, el ciervo común y el jabalí. Fue por ello propuesto como Lugar de Importancia Comunitaria (LIC) en 2000, siendo confirmado como tal en 2006 y convertido en 2010 en zona de especial conservación.